# Steamboat Geyser
De Steamboat Geyser is een geiser in het Norris Geyser Basin, dat onderdeel uitmaakt van het Yellowstone National Park in de Verenigde Staten. De hoogte van de erupties, tot ruim 90 meter, wordt door geen enkele andere actieve geiser gehaald.
De erupties duren 3 tot 40 minuten, gevolgd door krachtige uitstoot van stoom. De erupties zijn onregelmatig met intervallen van 4 dagen tot 50 jaar. Kleinere erupties, waarbij het water enkele meters de lucht in wordt gespoten, komen vaker voor. Tijdens een grote eruptie komt het nabijgelegen meertje, de Cistern Spring, volledig leeg te staan, waarna het in de dagen erna weer wordt gevuld.
Van twee geisers is bekend dat zij in het verleden hoger hebben gespoten dan de Steamboat Geyser. Dit zijn de Waimangu Geyser in Nieuw-Zeeland en Excelsior Geyser in het Midway Geyser Basin. De Waunangu Geyser kwam tot 500 meter hoogte, maar is sinds een aardverschuiving in 1904 niet meer actief geweest. Excelsior Geyser kwam tot bijna 100 meter hoogte, maar is al geruime tijd niet meer actief, waardoor hij als hot spring wordt geclassificeerd.
De laatste keren dat Steamboat Geyser actief was waren:
- 2 oktober 1991
- 2 mei 2000 - (3.125 dagen)
- 26 april 2002 - (724 dagen)
- 13 september 2002 - (140 dagen)
- 26 maart 2003 - (194 dagen)
- 27 april 27 2003 - (32 dagen)
- 22 oktober 2003 - (178 dagen)
- 23 mei 2005 - (579 dagen)
- 31 juli 2013 - (2.991 dagen)
- 3 september 2014 - (399 dagen)

Vanaf 15 maart 2018 begon Steamboat Geyser een periode van frequentere erupties. De geiser barstte uit op de volgende data:
- 15 maart 2018 - (1.289 dagen)
- 19 april 2018 - (35 dagen)
- 27 april 2018 - (8 dagen)
- 4 mei 2018 - (7 dagen)
- 13 mei 2018 - (9 dagen)
- 19 mei 2018 - (6 dagen)
- 27 mei 2018 - (8 dagen)
- 4 juni 2018 - (8 dagen)
- 11 juni 2018 - (7 dagen)